# Abdul Hakim
Abdul Hakim ou Abdul Hakeem (en ourdou : عبدُالحكِيم) est une ville pakistanaise, située dans le district de Khanewal et le tehsil de Kabirwala, dans le centre de la province du Pendjab.
La ville se trouve à proximité de plusieurs villes de taille moyenne. On trouve Mian Channu au sud-est ainsi que Kabirwala et la capitale du district Khanewal au sud-ouest. La rivière Ravi se trouve aussi non loin de la ville.
On trouve notamment dans la ville une gare ferroviaire sur la ligne Khanewal-Raiwind, ainsi que le tombeau d'Abdul Hakim, qui a donné son nom à la ville.
La population de la ville a été multipliée par près de quatre entre 1972 et 2017 selon les recensements officiels, passant de 12 143 habitants à 57 680. Entre 1998 et 2017, la croissance annuelle moyenne s'affiche à 2,2 %, légèrement inférieure à la moyenne nationale de 2,4 %. Selon le recensement de 2023, la population de la ville monte à 67 501 habitants.
|            | 1972 (rec.) | 1981 (rec.) | 1998 (rec.) | 2017 (rec.) | 2023 (rec.) |
| ---------- | ----------- | ----------- | ----------- | ----------- | ----------- |
| Population | 12 143      | 21 686      | 38 090      | 57 680      | 67 501      |